# Acanthurus thompsoni
Chirurgien de Thompson
Espèce
Synonymes
- Acanthurus philippinus Herre, 1927[1]
- Hepatus philippinus (Herre, 1927)[1]
- Hepatus thompsoni Fowler, 1923[1]
- Teuthis thompsoni (Fowler, 1923)[1]

Statut de conservation UICN

 LC  : Préoccupation mineure
Acanthurus thompsoni, communément appelé le Chirurgien de Thompson, est une espèce de poissons de la famille des Acanthuridae.

## Systématique
L'espèce Acanthurus thompsoni a été initialement décrite en 1923 par Henry Weed Fowler sous le protonyme d’Hepatus thompsoni.

## Répartition
Acanthurus thompsoni est présent dans l'océan Indien et dans l'océan Pacifique. Il se rencontre notamment des Indes orientales aux Philippines et du Japon à l'Océanie, et ce à une profondeur généralement comprise entre 5 et 70 m, mais pouvant s'étendre de 4 à 119 m.

## Description
Acanthurus thompsoni peut atteindre une longueur totale de 270 mm.

## Étymologie
Son nom spécifique, thompsoni, lui a été donné en l'honneur de John W. Thompson, artiste et modeleur au musée Bishop d'Honolulu et qui a obtenu le spécimen type.

## Publication originale
- (en) Fowler, « New or little-known Hawaiian fishes », Occasional Papers of the Bernice Pauahi Bishop Museum of Polynesian Ethnology and Natural History, Honolulu, vol. 8, no 7,‎ 1923, p. 373-392 (ISSN 0067-6160).